# Резонёрство
Резонёрство (от фр. raisonner «рассуждать») — один из видов нарушений мышления, характеризующийся многословием, рассуждательством с отсутствием конкретных идей и целенаправленности мыслительного процесса. Резонёрство встречается и у психически здоровых, однако в этих случаях аффективная неадекватность и уровень искажённости мотивации выражены не так явно. Резонёрство также называется псевдофилософским мышлением или бесплодным мудрствованием.
По классификации нарушений мышления Б. В. Зейгарник, резонёрство (наряду с разноплановостью и разорванностью) относится к категории нарушений мотивационно-личностного компонента мышления.

## Клиническая феноменология
Резонёрство — «склонность к бесплодному мудрствованию», «словесная опухоль» (И. П. Павлов). Резонёром употребляются сложные выражения, иностранные слова, неологизмы для объяснения простых вещей. Речь изобилует сложными логическими построениями, вычурными абстрактными понятиями, терминами, нередко употребляемыми без понимания их истинного значения. Если больной с обстоятельностью стремится максимально полно ответить на вопрос врача, то для пациентов с резонёрством не важно, понял их собеседник или нет. Им интересен сам процесс мышления, а не конечная мысль. Мышление становится аморфным, лишённым чёткого содержания. Обсуждая простые бытовые вопросы, больные затрудняются точно сформулировать предмет разговора, выражаются витиевато, рассматривают проблемы с точки зрения наиболее абстрактных наук (философии, этики, космологии). Подобная склонность к пространным бесплодным философским рассуждениям часто сочетается с нелепыми абстрактными увлечениями (метафизической интоксикацией).

## Психологические исследования
С точки зрения клинической психиатрии, резонёрство является патологией собственно мышления, однако психологические исследования (Т. И. Тепеницына) показали, что это нарушение не столько интеллектуальных операций, сколько личности в целом (повышенная аффективность, неадекватное отношение, стремление подвести любое, даже самое незначительное явление под какую-то «концепцию»).
Исследования показали, что «…неадекватность, резонёрство больных, их многоречивость выступали в тех случаях, когда имела место аффективная захваченность, чрезмерное сужение круга смыслообразующих мотивов, повышенная тенденция к „оценочным суждениям“». Аффективность проявляется и в самой форме высказывания: многозначительной, с неуместным пафосом. Иногда только одна интонация испытуемого позволяет расценить высказывание как резонёрское (поэтому, то, что описывается в учебниках по психопатологии, выглядит так блекло — нет эмоциональности интонаций).

## Типы резонёрства при различной психической патологии

### Шизофреническое (классическое) резонёрство
Например, анализируя пословицу «Без труда не вытянешь и рыбку из пруда», здоровый человек объяснит её суть просто: чтобы добиться какого-то результата, нужно приложить усилие.
Больной резонёрством не остановится на этом объяснении. Он станет размышлять о том, какими снастями лучше выловить рыбку, в какое время года, насколько водоём загрязнён отходами ближайшего завода и так далее. В итоге, простое объяснение превратится на набор пустых, не имеющих отношения к ситуации фраз и размышлений. Резонёр увязнет в них и к концу беседы вовсе забудет, о чём шла речь.
.

### Эпилептическое резонёрство
Эпилептическое резонёрство иное, чем при шизофрении. Оно более сходно с резонёрством нормальных людей: возникает в процессе диалога, носит компенсаторный характер. Отличие от нормы: выраженная потребность говорить с яркой аффективной окраской высказывания, с особой лексикой — морализаторство, нравоучение.

### Органическое резонёрство
Наиболее сходно с резонёрством у здоровых людей: всё адресовано партнёру, возникает в ситуации затруднений. Главная особенность: комментирующий характер; резонёрство наблюдается во сне, вынесение в план громкой речи отдельных этапов выполняемой программы. Пример: резонёрство при выполнении пробы «Доски Сегена». Наблюдаться резонёрство может при поражении как правого полушария, так и передних отделов левого полушария.

### Резонёрская мания
Маниакальный синдром с речевым возбуждением и бесплодным мудрствованием называется резонёрской манией.

### Расстройства личности
Следует также отметить наличие резонёрства при некоторых расстройствах личности. В первую очередь, оно наблюдается при истерическом, нарциссическом и шизоидном расстройстве личности. При расстройствах личности резонёрство не сочетается с нарушением структуры процесса мышления.